# Mi Vida Loca (プロレス)
Mi Vida Loca（ミ・ヴィダ・ロカ）は、鈴季すずを中心として、2025年からスターダムで活動するプロレスの反体制ユニット。

## 歴史
2025年
- 4月3日、後楽園ホール大会でタッグパートナーだった星来芽依を裏切り、NEO GENESISを脱退。その際、対戦相手だったH.A.T.E.の刀羅ナツコと握手するもすぐさま投げ飛ばしている[1][2]。また、次回の後楽園大会で鈴季対NEO GENESISの6人タッグが決定したと発表された[3]。
- 4月24日、後楽園大会にて、鈴季がNEO GENESISと6人タッグで対戦。当日までX&XXとしていたタッグパートナーは、フリーの山下りなとショーンキャプチャー所属の青木いつ希であった。試合は鈴季がNEO GENESISの天咲光由から勝利する。試合後、3人で新ユニット『Mi Vida Loca（ミ・ヴィダ・ロカ）』を結成することを明かした。すると、1月にデビューしたばかりの鉄アキラが加入を希望。3人がそれを認め、4人体制となった[4][5][6][7][8][9]。なお、山下と青木はスポット参戦となる[10]。
- 6月21日、NEO GENESISとの8人タッグ戦中、マリーゴールドで活躍していたボジラが乱入。相手を蹴散らし、勝利をもたらした上でユニットに加入する[11]。鈴季はボジラの加入について米国遠征中にボジラの試合を見て衝撃を受け、Facebookでナンパしたと事の経緯を明かした[12]。

## メンバー
| メンバー   | 加入          | 備考                                   |
| ---------- | ------------- | -------------------------------------- |
| 鈴季すず   | 2025年4月24日 | 初期メンバー、リーダー                 |
| 山下りな   | 2025年4月24日 | 初期メンバー、フリー                   |
| 青木いつ希 | 2025年4月24日 | 初期メンバー、ショーンキャプチャー所属 |
| 鉄アキラ   | 2025年4月24日 | 初期メンバー                           |
| ボジラ     | 2025年6月21日 |                                        |